# August Endell
August Endell (ur. 12 kwietnia 1871 w Berlinie, zm. 15 kwietnia 1925 tamże) – niemiecki architekt i projektant secesyjny – tworzył wzory tkanin, mebli i biżuterii. Zajmował się teorią psychologiczną architektury. Od 1918 dyrektor Państwowej Akademii Sztuki i Rzemiosła Artystycznego we Wrocławiu.

## Życiorys
Po odbyciu studiów filozoficznych w Tybindze w roku 1891, studiował psychologię i historię sztuki w Monachium, m.in. u Theodora Lippsa i u Hermanna Obrista. W dziedzinie sztuki i architektury był samoukiem. Jeszcze w okresie samokształcenia tworzył liczne projekty wzornictwa tekstylnego, dekoracje reliefowe czy winiety dla książek i czasopism. Stosował ornamentykę fantastyczną nawiązującą do świata podwodnego.
W roku 1896 zaprojektował w Monachium siedzibę pracowni fotograficznej Elvira dla dwóch fotografek Sophie i Mathilde Goudstikker, wywołując skandal artystyczny – jednolita, prawie pozbawiona okien fasada dwupiętrowego budynku stała się tłem dla secesyjnej ornamentyki: ogromnego zwiniętego chińskiego smoka (lub Venus o skrzydłach nietoperza) i wygiętych krat niewielkiej liczby okien. Budowla nie zachowała się do naszych czasów – w lipcu 1937 naziści zdjęli dekoracje fasady, a w roku 1944 budynek został zniszczony podczas bombardowania.
W roku 1898 Endell przystąpił do inicjatywy artystycznej Münchner Vereinigten Werkstätten für Kunst im Handwerk, założonej w roku 1897 przez Hermanna Obrista, Bruno Paula, Bernharda Pankoka i Richarda Riemerschmida. Pokazał projekty biżuterii na wystawie sztuki secesyjnej w Monachium. Współpracował z pismami „Pan” i „Jugend”, przygotowując ilustracje i pisząc artykuły, m.in. Möglichkeiten und Ziele einer neuen Architektur (1887).
W roku 1901 powrócił do Berlina, gdzie otrzymał zlecenie zaprojektowania wnętrz teatru kabaretowego Ernsta von Wolzogena tzw. Buntes Theater. W Berlinie Endell nabrał dystansu do form secesyjnych. Projektował domy mieszkalne i wille na terenie Berlina i Poczdamu. Do wybuchu I wojny światowej prowadził w Berlinie szkołę wzornictwa przemysłowego. W roku 1914 bez powodzenia kandydował na następcę Henry’ego van de Veldego na stanowisku dyrektora Szkoły Rzemiosła Artystycznego (niem. Kunstgewerbeschule) w Weimarze – wybrano Waltera Gropiusa.
Od roku 1918 August Endell był dyrektorem Państwowej Akademii Sztuki i Rzemiosła Artystycznego we Wrocławiu.

## Działalność

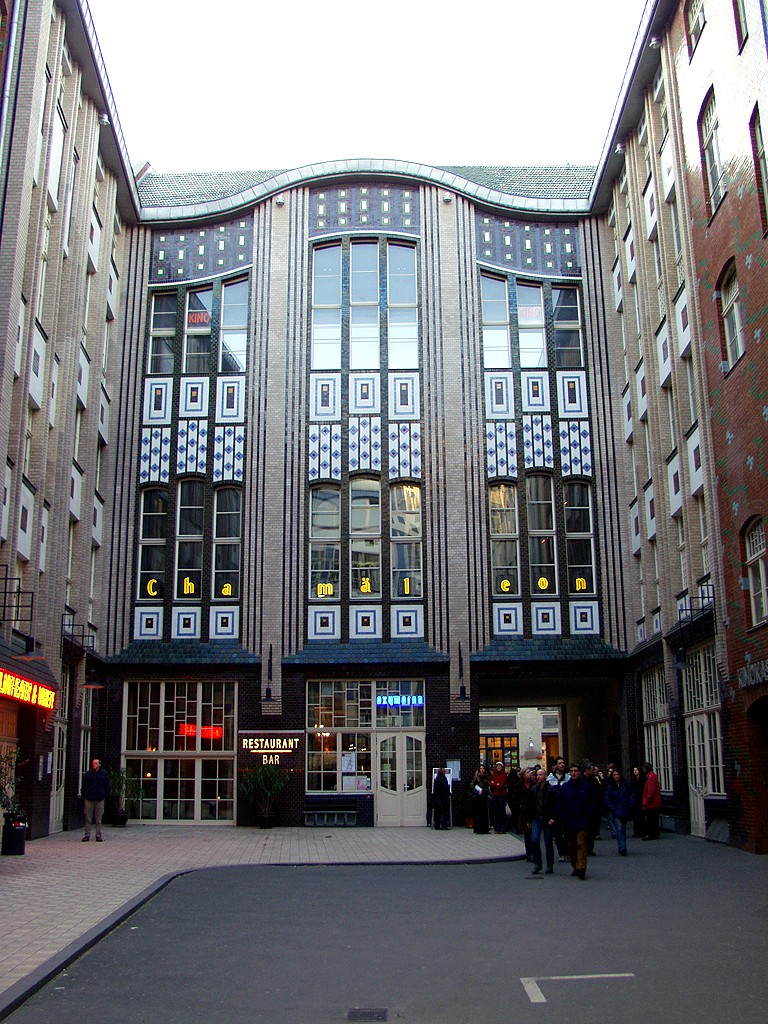
Hackesche Höfe w Berlinie (1905)

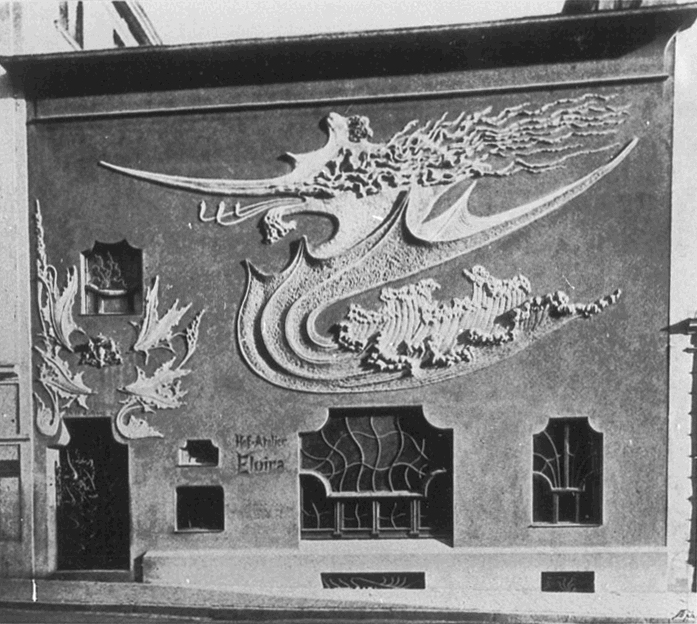
Atelier „Elvira” w Monachium (1896)

Endell był jednym z pierwszych artystów przeciwstawiających się naturalizmowi i realizmowi w sztuce, opowiadając się za nienazwanym jeszcze wówczas abstrakcjonizmem.

W 1896 w eseju Um die Schönheit (pol. O pięknie) komentującym monachijskie wystawy sztuki, podkreślał, że natura nie jest zbiorem wzorów dla sztuki. Jego pozytywną opinię zyskały dzieła idące w kierunku symbolizmu, impresjonizmu i ekspresjonizmu, m.in. Franza Stucka, Lovisa Corintha i Ernsta Kirchnera. Endell uważał, że: 

Największym błędem, jaki można popełnić, to wiara w to, że sztuka jest dokładną reprodukcją natury

.

Endell zajmował się psychologią odbioru sztuki. W 1897 w eseju Formenschönheit und dekorative Kunst (pol. Piękno formy i sztuka dekoracyjna) nawiązywał do analogii pomiędzy sztuką plastyczną a muzyką, pisząc, że: 

...stoimy na progu nie tylko nowego stylu, ale także rozwoju zupełnie nowej sztuki – sztuki stosującej formy nic nieznaczące, niczego niereprezentujące i niczego nieprzypominające, formy wzburzające nasze dusze tak głęboko i tak silnie jak tylko muzyka potrafi za pomocą nut.

 Sztuka miała wykorzystywać siłę bezpośredniego oddziaływania formy na uczucia jej odbiorcy. Endell uważał, że w wyniku reakcji fizjologicznych na widziane linie następuje stymulacja neuronalna – linie proste dają wrażenie szybkości, linie poziome spokoju a pionowe lekkości. Owe wrażenia psychiczne są stymulowane przez ruchy gałek ocznych i cechują się różnym tempem i napięciem, które można zaprogramować przy pomocy różnych form wizualnych – wszystkie formy to modyfikacje lub kombinacje linii prostych.

### Wybrane dzieła
- 1898/1899 – Nordsee-Sanatorium, Wyk auf Föhr
- 1906–1907 – Hotel am Steinplatz, Berlin, Uhlandstraße 197[1]
- 1910–1911 – kompleks wyścigów kłusaków Berlin-Mariendorf[1]
- 1911 – Schuhhaus Salamander (Dom Obuwia),Berlin, Tauentzienstraße 15
- 1912 – Pension Westend, Berlin-Charlottenburg, Kastanienallee 32
- 1916 – projekt konkursowy Domu Przyjaźni w Konstantynopolu[1]